# 功夫廚神
《功夫廚神》是2009年上映的一部香港動作電影，由葉永健執導，洪金寶、吳建豪、應采兒主演。

## 劇情簡介
黃閣圍村的村長黃秉義（洪金寳 飾）本受村民歡迎，但因一起意外而村民對他十分失望，黃秉義得知是幫手阿良（洪天明 飾）下毒的，黃秉義得知阿良是被指使的，良跟黃說是黃的侄兒黃繼祖（樊少皇 飾）指使的，祖的父親原來是黃秉基（梁小龍 飾），他在十年前醉酒鬧事，弄斷一手，黯然離開圍村，童年黃繼祖誤會是黃秉義趕走自己父親，長大後一定報仇，到底黃秉義能逃過這劫嗎？

## 演員表

### 主要角色
| 演 員    | 角 色  | 粵語配音 | 備 註 |
| 洪金寳   | 黃秉義 | 羅偉亮   | 黃閣圍村村長，因中毒一事而遭趕走 黃閣圍村喜宴中毒案嫌疑人 精通廚藝 黃秉基之兄 黃繼祖的乾爹，被其誤會 龍建一之師父      |
| 吳建豪   | 龍建一 | 葉偉麟   | 初出矛蘆的廚藝天才 精通廚藝 黃秉義之徒弟                                                                               |
| 應采兒   | 沈青   | 朱妙蘭   | 四海一品飯店老闆 黃秉義的師父之女                                                                                      |
| 加護亞依 | 沈瑩   | 周文瑛   | 沈青的妹妹 |
| 洪天明   | 阿良   | 洪天明   | 黃閣圍村喜宴中毒案兇手 黃繼祖的手下，被其指示在圍村喜宴的食物裏下毒 黃秉義的徒弟，因中毒一事而反目，後和好             |
| 樊少皇   | 黃繼祖 | 陳健豪   | 祖哥、祖少 黃閣圍村喜宴中毒案主謀 黃繼祖的侄兒，並誤會其 發誓長大後一定報仇，拿到黃閣圍村為父親還一個公道 做事心狠手辣 |

### 其他角色
| 演 員  | 角 色    | 粵語配音 | 備 註 |
| 林子聰 | 田秋刀   | 林子聰   | 上一屆全國廚神大賽之冠軍 敗於龍建一                                                                                   |
| 梁小龍 | 黃秉基   | 馮志輝   | 黃閣圍村前村長 在十年前因輸了比賽而醉酒鬧事，為救黃秉義而令左手斷裂，因此離開圍村，但卻令童年黃繼祖誤會黃秉義趕走自己 |
| 釋延能 | 阿財     | 馮志輝   | 粵黃軒成員 黃繼袓之手下 到四海一品搗亂                                                                                |
| 谷峰   | 二叔公   | 馮志輝   | 黃閣圍村的村民 和黃秉義產生誤會，後和好                                                                               |
| 何貴林 | 沈方鈞   | 鄧榮銾   | 四海一品廚師 黃繼祖之下屬 後被黃秉義打敗                                                                              |
| 秦煌   | 本昌     | 秦煌     | 全國廚神大賽之評判 |
| 姜皓文 | 決賽司儀 | 姜皓文   | 全國廚神大賽之司儀 |

## 外部連結
- 香港影庫上《功夫廚神》的資料（繁體中文）
- 開眼電影網上《功夫廚神》的資料（繁體中文）
- 豆瓣电影上《功夫廚神》的資料 （简体中文）
- 时光网上《功夫廚神》的資料（简体中文）
- AllMovie上《功夫廚神》的资料（英文）
- 爛番茄上《功夫廚神》的資料（英文）
- 互联网电影数据库（IMDb）上《功夫廚神》的资料（英文）